# Harina de almendra

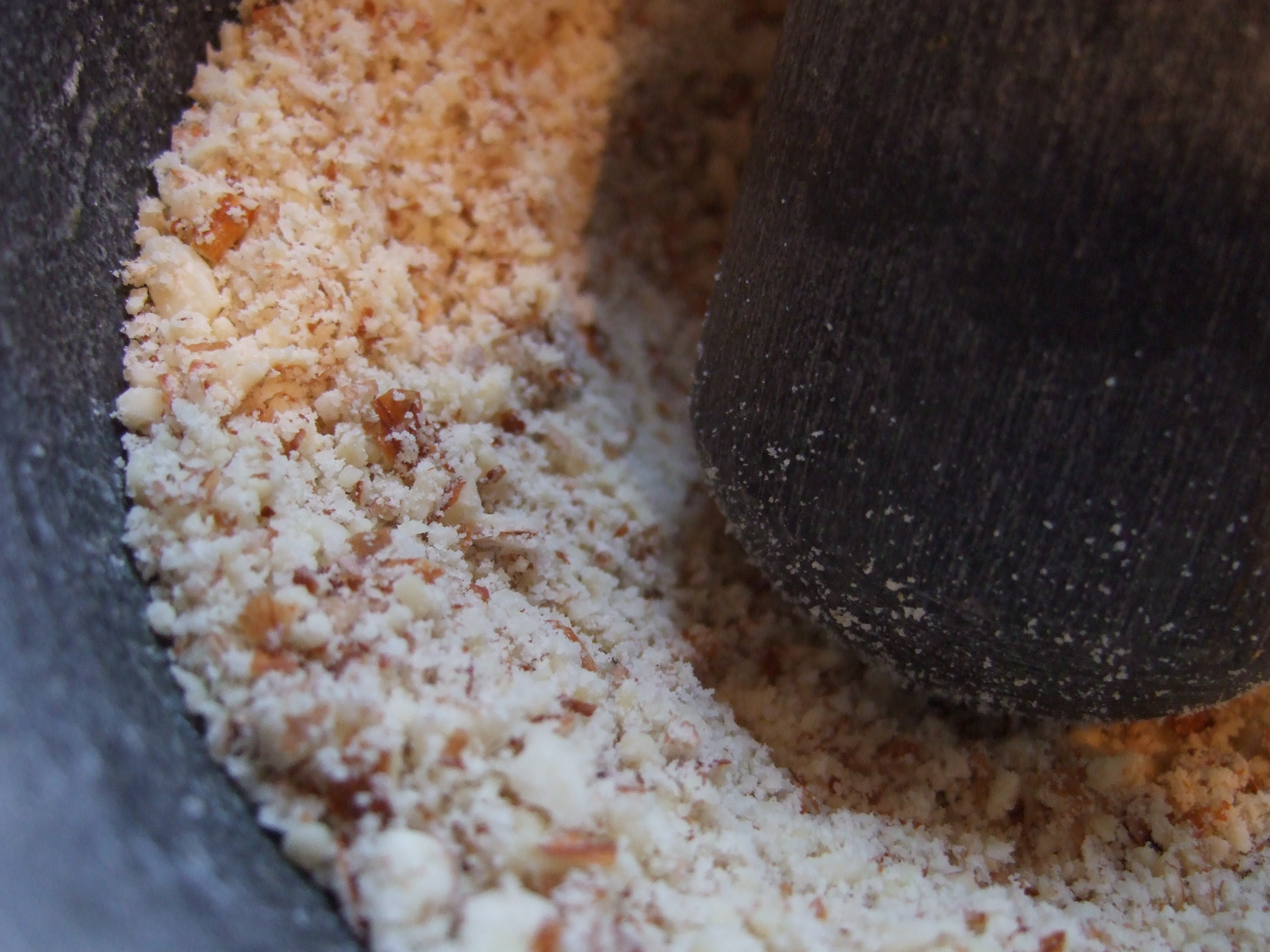
Harina de almendra hecha a mano.

La harina de almendra se hace moliendo almendras dulces. Suele hacerse con almendra repelada (sin piel) o con la semilla de almendra entera. Se parece más en consistencia a la harina de maíz que a la de trigo.
Se usa en repostería y confitería: para elaborar macaroons de almendra y otros pastelitos dulces, para rellenar tartas, y es uno de los dos ingredientes principales del mazapán y la pasta de almendra. En francés la harina de almendra se llama frangipane y es un ingrediente importante del tradicional pastel Galette des Rois.
La harina de almendra ha ganado importancia recientemente en recetas para quienes adoptan una dieta baja en hidratos de carbono. Añade humedad y un rico sabor a fruto seco a los platos horneados. Las recetas con harina de almendra suelen ser muy calóricos.